# هاو

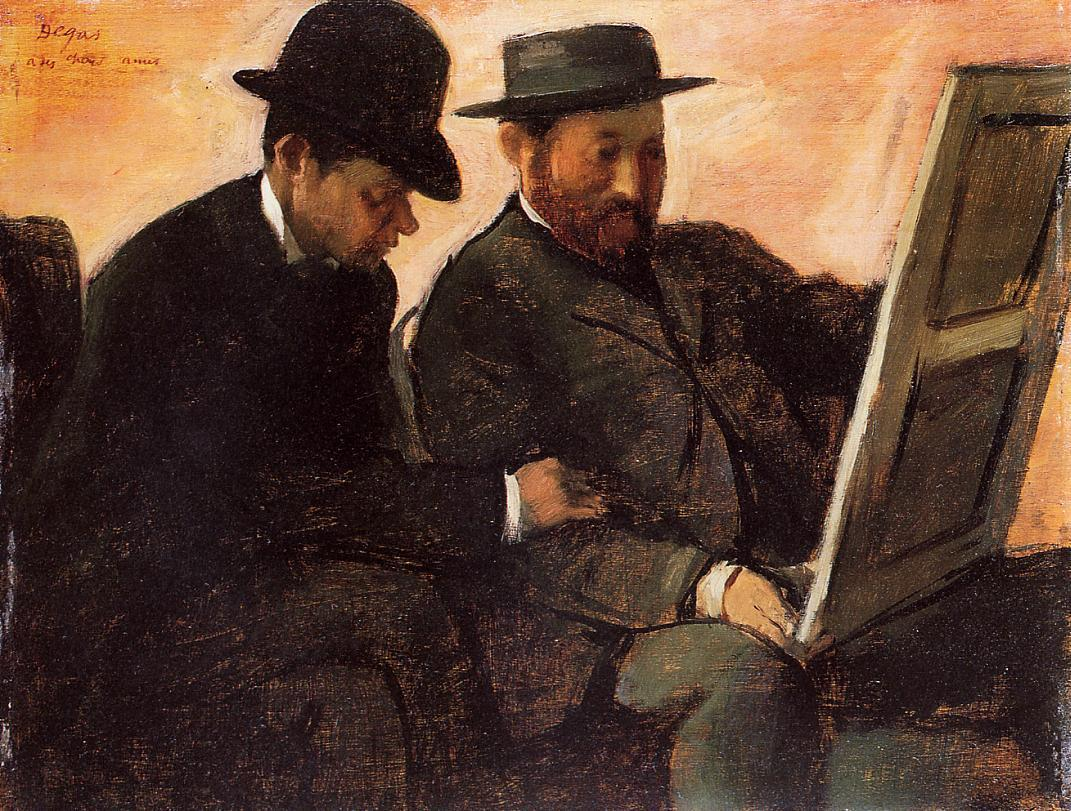

الشخص الهاوي (هاوٍ بالتنكير، اسم منقوص) بصفة عامة هو من يسعى بشكل خاص للالتحاق بدراسة أو علم من غير تدريب أساسي أو بدون أجر. فالهاوي يتلقى القليل من الدخل أو الدخل الغير المنتظم في مقابل نشاطاته، فهو يختلف عن الشخص المحترف الذي يكسب عيشه من المهنة، كما أنه بشكل نموذجي يتلقى بعض التدريب الرسمي والمؤهلات في مجاله. وقد ترجم هذا المصطلح من أصله الفرنسي إلى اللغة الإنجليزية المحب (lover). إن مصطلح الهواة (amateur) يعكس الحافز على العمل التطوعي، وذلك كنتيجة للاهتمامات الشخصية في هذا النشاط. 
وينظر إلى الهاوي في صورتين إيجابية وسلبية في آن واحد. فبما أن الهاوي ليس له - في الغالب - تدريب رسمي فإن أعماله قد تكون دون المستوى؛ فعلى سبيل المثال، فإن الرياضيين الهواة في رياضات مثل كرة السلة أو القدم يلاحظ أنه ليس لهم نفس المستوى من القدرات التي يمتلكها نظرائهم من الرياضيين المحترفين. ومن ناحية أخرى فإن الشخص الهاوي قد يكون في موقف يمكنه من الاقتراب من الموضوع بعقل منفتح، وبشكل غير هادف ماديا؛ وذلك كنتيجة لعدم التدريب الرسمي.
إن نقص المقابل المادي قد ينظر إليه على أنه علامة على الالتزام بنشاط ما؛ فحتى عقد السبعينات كانت القواعد الأوليمبية تتطلب أن يكون المتنافسين من الهواة. كما أن تلقى راتب للمشاركة في حدث ما يجرد الرياضي من حق المشاركة في هذا الحدث، كما في حالة (Jim Thorpe). ولا تزال هذه القاعدة مطبقة في الألعاب الأوليمبية بالنسبة للعبة الملاكمة.
ولكثير من الهواة مساهمات قيِّمة في مجال برمجة الكمبيوتر؛ وذلك نظرا لحرية تداول المعلومات. إن أداء الهواة للمسرحيات أو الأعمال الموسيقية، غالبا ما يكون على مستوى راقٍ من الأداء، لكن ليست له ميزانيات المحترفين في أماكن مثل: (West End) أو (Broadway). وأخيرا فإن علوم الفلك والتاريخ واللغة والطيور من بين المجالات العديدة التي استفادت من أنشطة الهواة.